# Atletik under sommer-OL 2016 - 200 meter løb (damer)
Kvindernes 200 meter løb under sommer-OL 2016 fandt sted i perioden 15. august til 17. august 2016 på Olympic Stadium.